# Munzee
 (mai 2025).
 (novembre 2013).
Munzee est un jeu de chasse au trésor jouable gratuitement sur smartphone, où des lieux doivent être trouvées dans le monde réel. Le jeu est similaire au Geocaching mais utilise la technologie des code QR, en plus de la localisation par GPS, afin de prouver que l'on a trouvé le lieu. Lancé au Texas en 2011, le jeu s'est déployé en premier en Allemagne, Californie et Michigan. Il est maintenant joué dans plus de 50 pays à travers le monde, et il y a au moins un Munzee physique déployé sur tous les continents, y compris l'Antarctique.

## Histoire
Une idée fausse est que Munzee a été inspiré par le jeu de geocaching, un jeu dans lequel les participants recherchent une cache en utilisant la technologie GPS. Cependant, le cofondateur de Munzee, Aaron Benzick, n'a jamais été un géocacheur. L'idée lui est venue d'utiliser les codes QR pour un jeu en 2008, mais la technologie des smartphones et leurs capacités n'étaient pas suffisantes à l'époque. Benzick, et les autres cofondateurs, Scott Foster, Chris Pick, et Josh Terkelsen ont lancé le jeu le 1er juillet 2011. Le terme Munzee est dérivé du mot allemand pour pièce de monnaie, Münze. L'idée de départ était d'utiliser des jetons de poker ou des pièces arrondies avec des codes QR.

## Création d'un Munzee
Les Munzees peuvent être constituées de n'importe quel matériau (papier plastifié, plastique, métal, bois...). Ils doivent avoir au minimum un code QR et résister au condition climatique du lieu (étanche, résistant à la pluie...) Les Munzees peuvent être soit générés en-ligne et imprimés ou être achetés dans la boutique en ligne.
Pour générer ou pour commander les Munzees, il faut être enregistré sur la plateforme internet avec un nom d'utilisateur unique. Lors de la génération d'un Munzee, la plate-forme crée un lien internet, sur lequel le Munzee peut être géré. Ce lien Web est représenté comme un code QR sur le Munzee. Un nom et un petit commentaire peut être affecté à un Munzee. Les deux sont stockés sur la plate-forme internet (pas dans le code QR) et peuvent être modifié ultérieurement.

## Déploiement d'un Munzee
Après qu'un Munzee a été créé physiquement, il peut être caché n'importe où à l'extérieur et ensuite déployé via l'application sur smartphone. Des Munzees commerciaux sont également disponibles pour être déployé à l'intérieur d'une entreprise depuis janvier 2013. Une fois que le Munzee a été déployé il va apparaître sur la carte et est peut-être détecté ou « capturé» par les autres joueurs. Déployer un Munzee rapporte 5 points. Lorsque votre Munzee est capturé par un autre joueur, cela vous rapporte 3 points.

## Capture d'un Munzee
Les joueurs accèdent à l'emplacement d'un Munzee grâce à la carte de l'application sur le smartphone. Quand ils trouvent un Munzee, ils le capturent en scannant son code QR. L'application smartphone envoie les données scannées avec coordonnées de localisation à la plateforme internet qui vérifie et enregistre la capture. Le joueur et le joueur qui a déployé le Munzee gagnent chacun des points. Capturer un Munzee standard vous rapporte 5 points.

## Évolutions
Quelques évolutions ont été ajoutées depuis le lancement du jeu avec de nouveau type de Munzee :
- Les Quiz Munzees où il faut en plus répondre à un questionnaire pour valider le Munzee. La réponse juste rapporte 5 points au 1er essai, au 2e essai 4 points... au 4e essai 2 points.
- Les Virtual Munzees (Munzees Virtuels) peuvent être créés par les membres premium et être capturé seulement si l'on se trouve à 300 pieds (90 mètres) des coordonnées, dans ce cas, il n'y a rien physiquement sur place. Le déploiement rapporte 5 points, la capture 5 points, votre propre virtuel capturé 3 points.
- Les Social Munzees (Munzees Sociaux), qui peuvent aussi être créés par les membres premium, sont cachés sur internet, sur des cartes de visites, sur des voitures... et non pas d'emplacement physique donc ne rapporte aucun point.
- Les NFC Munzees où le code QR est remplacé par une communication sans fil. Au lieu d'utiliser l'appareil photo pour lire un code QR, un téléphone avec capacité NFC peut capturer un Munzee NFC simplement en étant maintenu à proximité.
- Les Birthday Cake Munzees sont des gâteaux d'anniversaire virtuels déployés pour célébrer l'anniversaire de Munzee. Tous les Munzee peuvent devenir un Birthday Cake Munzee, dès qu'il est capturé, il se déplace sur un autre Munzee. La capture rapporte 100 points, pour le propriétaire du Munzee 10 points.
- Les Munzee Motel
- Les Mystery Munzees
- Les Diamond Munzee sont des Munzee spéciaux, seulement achetés, et en quantité limitée.
- Les Special Munzees : À l'occasion de certaines fêtes (Pumpkin Munzee par exemple pour Halloween) ou de manière aléatoire, des Munzees sont transformés et peuvent être re-capturés pour gagner 50 points.

## Dissémination
- En mars 2013, il y avait plus de 350.000 Munzees déployées et plus de 2 millions captures enregistrées.
- En novembre 2013, il y avait plus de 850.000 Munzees déployées et plus de 7 millions de captures enregistrées[4].

Un site internet montre la concentration des Munzees déployés dans le monde. Les 3 principaux pays sont dans l'ordre les États-Unis (33%), l'Allemagne (24%) et le Royaume-Uni (11%). La France est à la 18e place avec seulement 1966 Munzees déployés en novembre 2013.